# Doodstraf in Gambia
In Gambia is de doodstraf de zwaarst mogelijke straf. De doodstraf werd tijdens het bewind van president Dawda Jawara eerst opgeschort en later afgeschaft, maar werd weer ingevoerd kort nadat president Yahya Jammeh in 1994 aan de macht kwam. Sinds 1995 werd de doodstraf (sporadisch) weer opgelegd en volgens sommigen in het geheim ook voltrokken. De doodstraf wordt in Gambia officieel voltrokken door middel van ophanging. De doodstraf staat onder meer op de misdaden moord, verraad, mensenhandel en brandstichting, maar president Jammeh riep ook op alle homoseksuelen door onthoofding om het leven te brengen.
President Yahya Jammeh besloot in 2012 dat alle 47 ter dood veroordeelden in Gambia binnen een maand ter dood gebracht zouden worden. Hij kondigde dit aan tijdens een toespraak ter gelegenheid van het Suikerfeest. Volgens Amnesty International hebben veel ter dood veroordeelden in Gambia geen eerlijk proces gehad en zijn het politieke tegenstanders. Negen gevangenen werden daadwerkelijk geëxecuteerd, overigens niet door ophanging maar door middel van het vuurpeloton. Na hevige internationale protesten werd de voltrekking van de doodstraf van de overige veroordeelden opgeschort. Voor zover bekend hebben er sindsdien geen executies plaatsgevonden in Gambia.
De nieuwe president van Gambia, Adama Barrow, kondigde in 2018 aan de uitvoering van de doodstraf opnieuw op te schorten.